# Trofeo Santiago Bernabéu 2011
Fue la XXXIII edición del Trofeo Santiago Bernabéu, torneo organizado por el Real Madrid y disputado en el Bernabéu. El partido se jugó el 24 de agosto de 2011 y el rival fue el Galatasaray. El partido finalizó 2-1, siendo el séptimo Trofeo Bernabéu consecutivo que consigue el Real Madrid.

## El Partido
| 13         | POR        | Antonio Adán    |  |
| 4          | DEF        | Sergio Ramos    |  |
| 3          | DEF        | Pepe            |  |
| 2          | DEF        | Raphaël Varane  |  |
| 12         | DEF        | Marcelo         |  |
| 14         | MED        | Xabi Alonso     |  |
| 5          | MED        | Fábio Coentrão  |  |
| 8          | MED        | Kaká            |  |
| 22         | DEL        | Ángel Di María  |  |
| 21         | DEL        | José Callejón   |  |
| 20         | DEL        | Gonzalo Higuaín |  |
| Entrenador | Entrenador | José Mourinho   |  |

| 1          | POR        | Fernando Muslera     |  |
| 30         | DEF        | Tomáš Ujfaluši       |  |
| 5          | DEF        | Gökhan Zan           |  |
| ?          | DEF        | Servet Çetin         |  |
| 22         | DEF        | Hakan Balta          |  |
| 55         | MED        | Sabri Sarıoğlu       |  |
| 8          | MED        | Inan                 |  |
| 10         | MED        | Felipe Melo          |  |
| 27         | MED        | Emmanuel Eboué       |  |
| ?          | MED        | Colin Kazim-Richards |  |
| 15         | DEL        | Milan Baros          |  |
| Entrenador | Entrenador | Fatih Terim          |  |

| Anotado | 34' | Sergio Ramos | 1-1 |
| Anotado | 53' | Benzema      | 2-1 |

| Anotado | 11' | Selcuk Inan | 0-1 |

| Árbitro             | Iglesias Villanueva |
| Árbitros asistentes | Costoya Rodríguez   |
| Árbitros asistentes | Fernández Suárez    |
| Cuarto árbitro      | Pizarro Gómez       |

| 13         | POR        | Antonio Adán    |  |
| 4          | DEF        | Sergio Ramos    |  |
| 3          | DEF        | Pepe            |  |
| 2          | DEF        | Raphaël Varane  |  |
| 12         | DEF        | Marcelo         |  |
| 14         | MED        | Xabi Alonso     |  |
| 5          | MED        | Fábio Coentrão  |  |
| 8          | MED        | Kaká            |  |
| 22         | DEL        | Ángel Di María  |  |
| 21         | DEL        | José Callejón   |  |
| 20         | DEL        | Gonzalo Higuaín |  |
| Entrenador | Entrenador | José Mourinho   |  |

| 1          | POR        | Fernando Muslera     |  |
| 30         | DEF        | Tomáš Ujfaluši       |  |
| 5          | DEF        | Gökhan Zan           |  |
| ?          | DEF        | Servet Çetin         |  |
| 22         | DEF        | Hakan Balta          |  |
| 55         | MED        | Sabri Sarıoğlu       |  |
| 8          | MED        | Inan                 |  |
| 10         | MED        | Felipe Melo          |  |
| 27         | MED        | Emmanuel Eboué       |  |
| ?          | MED        | Colin Kazim-Richards |  |
| 15         | DEL        | Milan Baros          |  |
| Entrenador | Entrenador | Fatih Terim          |  |

| Anotado | 34' | Sergio Ramos | 1-1 |
| Anotado | 53' | Benzema      | 2-1 |

| Anotado | 11' | Selcuk Inan | 0-1 |

| Árbitro             | Iglesias Villanueva |
| Árbitros asistentes | Costoya Rodríguez   |
| Árbitros asistentes | Fernández Suárez    |
| Cuarto árbitro      | Pizarro Gómez       |